# يوهان مولر (مخترع)
يوهان مولر (بالألمانية: Johann Helfrich von Müller)‏ (و. 1746 – 1830 م) هو مخترع، وعالم حاسوب، ومهندس ألماني، ولد في كليفه، كان عضوًا في أكاديمية العلوم في غوتينغن، توفي في دارمشتات، عن عمر يناهز 84 عاماً.